# Tobias Ludvigsson
Tobias Ludvigsson (* 22. února 1991) je švédský profesionální silniční cyklista jezdící za UCI ProTeam Q36.5 Pro Cycling Team. Jeho mladší bratr Fredrik byl též profesionálním cyklistou.

## Kariéra
Jako junior získal Ludvigsson několik titulů národního šampiona v silniční cyklistice i na horských kolech. V roce 2009 se zúčastnil silničního závodu juniorů na mistrovství světa a dokončil na osmém místě.
V roce 2011 Ludvigsson podepsal dvouletou smlouvu s týmem Skil–Shimano, později přejmenovaném na Project 1t4i, od sezóny 2012. S týmem pak závodil už v druhé polovině sezóny 2011 jako stážista.
Ludvigsson se zúčastnil Gira d'Italia 2016, kde vedl soutěž mladých jezdců od první do třetí etapy. V roce 2018 se Ludvigsson poprvé v kariéře zúčastnil Tour de France. Závod dokončil na 74. místě.

## Hlavní výsledky

### Silniční cyklistika
2008
Národní šampionát
 vítěz časovky juniorů
2009
Národní šampionát
 vítěz časovky juniorů
vítěz Junior Kinnekulleloppet
Junior Tour de Himmelfart
5. místo celkově
Mistrovství světa
8. místo silniční závod juniorů
2010
Tour of Jamtland
2. místo celkově
Hammarö 3-dagars
3. místo celkově
vítěz 2. etapy
2011
Hammarö 3-dagars
 celkový vítěz
vítěz etap 1 a 3
Tour de Normandie
vítěz prologu
Thüringen Rundfahrt der U23
vítěz 4. etapy
Olympia's Tour
4. místo celkově
5. místo La Côte Picarde
6. místo Himmerland Rundt
2012
Národní šampionát
2. místo časovka
Kolem Chaj-nanu
3. místo celkově
4. místo Västboloppet
2013
vítěz Västboloppet
Národní šampionát
2. místo časovka
Driedaagse van West-Vlaanderen
2. místo celkově
 vítěz soutěže mladých jezdců
Circuit de la Sarthe
3. místo celkově
 vítěz soutěže mladých jezdců
2014
Étoile de Bessèges
 celkový vítěz
 vítěz soutěže mladých jezdců
vítěz 5. etapy (ITT)
Tour Méditerranéen
5. místo celkově
2015
Národní šampionát
3. místo silniční závod
5. místo časovka
2016
Národní šampionát
2. místo časovka
Giro d'Italia
lídr  po etapách 1 – 3
2017
Národní šampionát
 vítěz časovky
2018
Národní šampionát
 vítěz časovky
2. místo silniční závod
2019
Národní šampionát
 vítěz časovky
2. místo silniční závod
Étoile de Bessèges
2. místo celkově
Tour de Wallonie
9. místo celkově
2020
Národní šampionát
2. místo časovka
2021
Národní šampionát
3. místo časovka
5. místo silniční závod
2022
Národní šampionát
2. místo silniční závod
3. místo časovka
2023
Národní šampionát
4. místo silniční závod

#### Výsledky na Grand Tours
| Grand Tour      | 2013 | 2014 | 2015 | 2016 | 2017 | 2018 | 2019 | 2020 | 2021 | 2022 |
| --------------- | ---- | ---- | ---- | ---- | ---- | ---- | ---- | ---- | ---- | ---- |
| Giro d'Italia   | 112  | DNF  | 83   | 51   | 85   | —    | 82   | —    | —    | 102  |
| Tour de France  | —    | —    | —    | —    | —    | 74   | —    | —    | —    | —    |
| Vuelta a España | —    | 62   | —    | 52   | 59   | —    | 44   | —    | 99   | —    |

| —   | Nezúčastnil se |
| DNF | Nedokončil     |

### Horská kola
2008
Národní šampionát
 vítěz časovky juniorů
 vítěz cross-country juniorů
 vítěz týmové štafety juniorů